# Фрикційна муфта

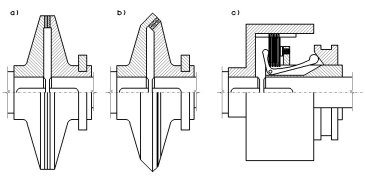
Конструкції фрикційних муфт: a) дискова; b) конусна c) багатодискова

Фрикційна муфта — це керована (зчіпна) муфта, що передає крутний момент за рахунок сил тертя, що виникають на робочих поверхнях деталей муфти. Вони служать для плавного зчеплення валів на ходу при довільних швидкостях обертання.
Під час вмикання фрикційних муфт крутний момент на веденому валу зростає поступово і пропорційно збільшенню сили взаємного притискання поверхонь тертя. Це дозволяє з'єднувати вали під навантаженням і зі значною початковою різницею їх кутових швидкостей. У процесі вмикання муфта пробуксовує, а розгін веденого вала відбувається плавно без ударів. Фрикційна муфта може виконувати також функції запобіжного пристрою через можливе проковзування при перевантаженнях привода.

## Класифікація фрикційних муфт

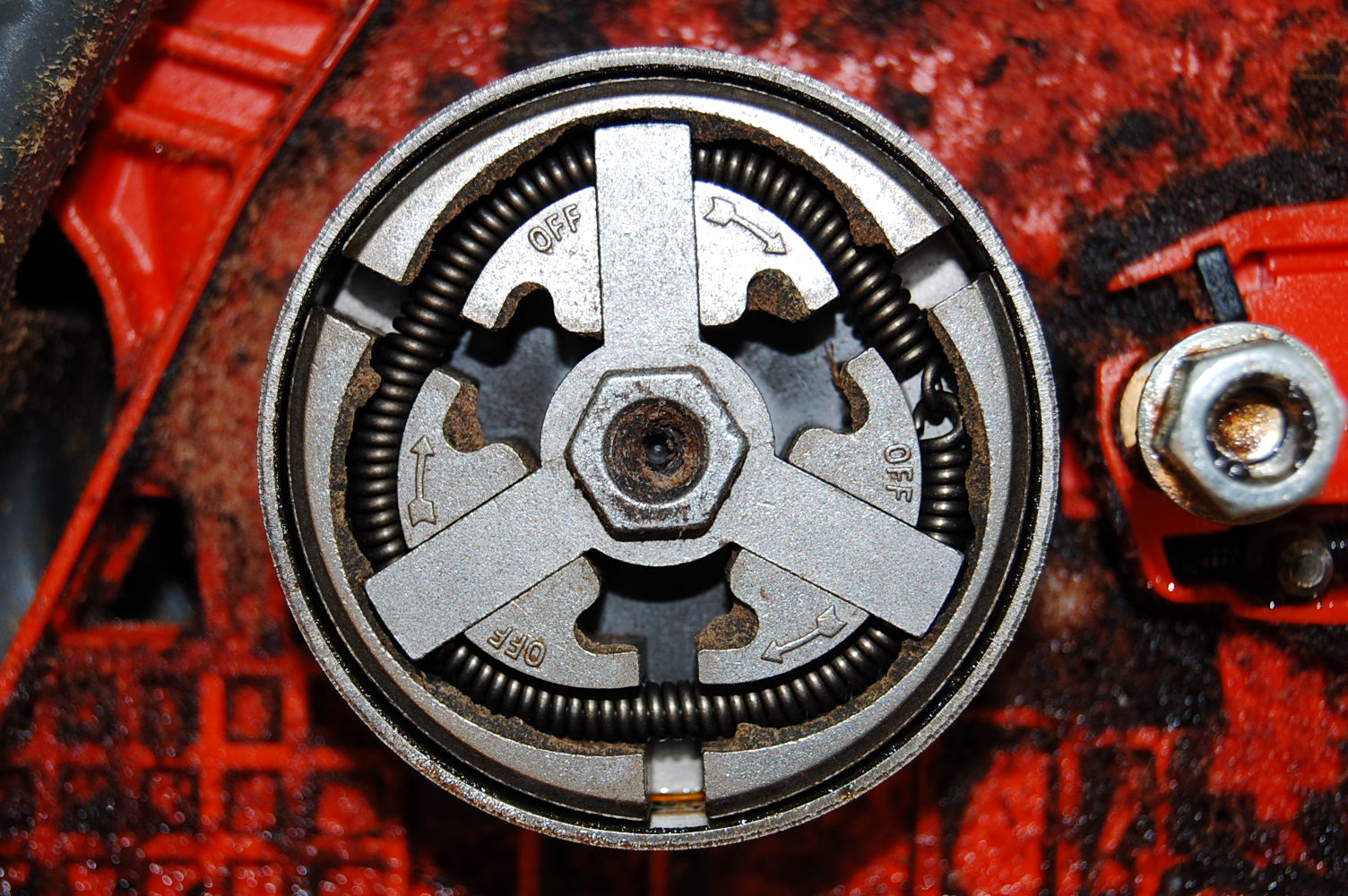
Відцентрова циліндрична фрикційна муфта ланцюгової бензопилки

Фрикційні муфти за формою робочих поверхонь бувають таких видів:
- дискові, робочими поверхнями яких є плоскі торцеві поверхні дисків;
- конусні, робочі поверхні яких мають конічну форму;
- циліндричні, що мають циліндричну робочу поверхню.

За умовами змащування муфти поділяються на: масляні та сухі. Мастило служить для зменшення зношування, покращення розчеплення робочих поверхонь та відведення теплоти. В муфтах, що працюють у маслі деталі тертя виготовляють із загартованих сталей. У сухих муфтах застосовують пари тертя — сталь або чавун по фрикційному матеріалу (накладки з асбесто-дротяної пресованої тканини — ферродо, фрикційні пластмаси, металокераміку).
За умовами керування роботою фрикційні муфти бувають: асинхронні, відцентрові та обгінні.

## Дискові фрикційні муфти
Дискові фрикційні муфти бувають (див. малюнок) із однією парою поверхонь тертя (a) і з багатьма парами поверхонь тертя (c).
У першому випадку муфта складається з двох півмуфт, притиснутих одна до одної своїми торцевими площинами (одна пара поверхонь тертя). Вимикання муфти здійснюється осьовим зміщенням на валу однієї півмуфти за допомогою механізму керування.
У багатодисковій муфті є дві групи дисків — зовнішні і внутрішні, які з'єднані за допомогою шліців із відповідними півмуфтами, що розміщуються на кінцях валів, що з'єднуються. Вмикання або вимикання муфти здійснюється осьовим переміщенням натискного диска механізмом керування. Використання багатодискової конструкції дозволяє зменшити осьову силу Fa стискання дисків, що потрібна для передавання певного крутного моменту Mр.
Осьова сила стискання дисків визначається за умовою рівності розрахункового обертового моменту Mр і моменту сил тертя Mт на кільцевих поверхнях дисків, обмежених діаметрами D1 і D2. Для припрацьованих поверхонь тертя запишемо:
Mр = Mт = Fafz(D1 + D2)/4.
З цього рівняння отримаємо потрібну силу притискання дисків
{\displaystyle F_{a}={\frac {4F_{a}}{fz(D_{1}+D_{2})}}},
де f — коефіцієнт тертя ковзання на поверхнях дисків;
z — число пар поверхонь тертя.
Таким чином, із застосуванням багатодискових муфт можна збільшити крутний момент, що передається у z разів порівняно з дводисковою муфтою, при однакових силі стискання дисків і їхніх діаметрах.
Найвідповідальнішими деталями таких муфт є фрикційні диски. Вимоги до матеріалів фрикційних дисків: високий модуль пружності для зменшення пружного ковзання та втрат потужності; високий коефіцієнт тертя ковзання; висока контактна міцність та стійкість проти спрацьовування для забезпечення потрібної довговічності. На практиці поширені такі комбінації матеріалів фрикційних пар: загартована сталь по загартованій сталі або сталь по чавуну при достатньому змащуванні; азбестові накладки або накладки зі спеченого матеріалу по сталі або чавуну без змащування.

## Конусна фрикційна муфта

Фрикційна конусна муфта

Конусна фрикційна муфта (див. рис.) має дві півмуфти (1), які стикаються між собою по конічних поверхнях (3), одна з яких може містити накладку з фрикційного матеріалу. Вмикання або вимикання муфти здійснюється осьовим переміщенням по шліцьовому валу (2) однієї з півмуфт, що притискається до іншої півмуфти пружиною (4). Керування положенням півмуфти здійснюється механізмом (5). При з'єднанні півмуфт, за рахунок тертя між ними на вихідний вал (6) передається крутний момент і обертовий рух від вхідного вала.
Конусні фрикційні муфти порівняно з дисковими мають більші габаритні розміри. Вони вимагають підвищеної точності центрування валів. Півмуфти в конусних фрикційних муфтах виготовляють із сталі або чавуну. Інколи застосовують облицювання однієї з поверхонь тертя матеріалами, що мають підвищені фрикційні властивості.
Необхідна осьова сила Fa притискання півмуфт визначається за умовою рівності розрахункового обертового моменту Mр і моменту сил тертя на конічній поверхні: Mр = Mт = Faf (D1 + D2)/(4sinα);
{\displaystyle F_{a}={\frac {4M_{p}\sin a\ }{f(D_{1}+D_{2})}}}.
Умова стійкості проти спрацювання робочої конічної поверхні муфти
{\displaystyle p={\frac {F_{a}}{b\pi D_{m}\sin a\ }}\leq [p]},
де Dm = 0,5 (D1 + D2) — середній діаметр робочої поверхні.
Із зменшенням кута конуса α зменшується також потрібна сила Fa притискання півмуфт. Однак використовувати дуже малі кути α не рекомендується, оскільки може статись самозаклинювання півмуфт, що створить труднощі під час їх роз'єднання. Для запобігання самозаклинюванню, треба забезпечувати α > arctg f, де f — кут тертя. Переважно беруть α ≈ 15°.